# فوکستال
فوکستال (به آلمانی: Fuchstal) یک شهر در آلمان است که در بایرن واقع شده‌است.

## خصوصیات
فوکستال ۳۹٫۷۳ کیلومترمربع مساحت دارد ۶۵۹ متر بالاتر از سطح دریا واقع شده‌است.